# Sylvester (sanger)
 For alternative betydninger, se Sylvester. (Se også artikler, som begynder med Sylvester)
Sylvester Larsen, bedre kendt som Sylvester er en pop/rocksanger fra Danmark. Sylvester er søn af Kim Larsen fra hans andet ægteskab.
Sangen "De Smukke Unge Mennesker" fra Kim Larsen & Bellamis album Yummi yummi (1988) er skrevet til Sylvester Larsen på det tidspunkt, hvor hans klassekammerater blev konfirmeret.
I 2002 udgav han sit første studiealbum, Mandagsramasjang.

## Diskografi
- Mandagsramasjang (2002)
- Små synder (2004)
- Ska' du være fræk (2007)
- Shadows (2011)
- The End of Dancing (2013)
- Medgang & Modgang (2015)
- Mega Egotripper (2019)